# Genocídio
Genocídio é o extermínio deliberado de um povo - normalmente definido por diferenças étnicas, nacionais, raciais, religiosas e, por vezes, sociopolíticas (ver: engenharia social) - no total ou em parte.
O termo foi cunhado por Raphael Lemkin em 1944, combinando a palavra grega γένος (genos, "raça, povo") com o sufixo latino  -caedo ("acto de matar")
Existe controvérsia entre vários estudiosos, quanto ao fato de se designar ou não como genocídio os assassinatos em massa por motivos políticos. O genocídio é um tipo de limpeza étnica.

## Definições

### Significados jurídico e coloquial
Há uma discrepância entre o significados legal e coloquial da palavra, o que dá origem a mal-entendidos e debates amargos sobre o assunto.
Do ponto de vista legal, o genocídio, seja cometido em tempo de paz ou de guerra, é um crime sob o direito internacional. Tanto a Convenção para a prevenção e a repressão do crime de genocídio, de 1948, quanto o Estatuto de Roma do Tribunal Penal Internacional (TPI), em 1998, contêm uma definição idêntica:
Na linguagem comum, no entanto, o termo tem um significado diferente:
Muitas pessoas usam este segundo significado para qualificar como genocídio determinadas violências que, na realidade, não se encaixam na definição do crime de genocídio, conforme definido internacionalmente.
O primeiro esboço da Convenção incluiu assassinatos de grupos políticos e sociais mas estas disposições foram removidas num compromisso político e diplomático na sequência de reclamações de alguns países, incluindo a União Soviética, membro permanente do Conselho de Segurança das Nações Unidas. A URSS argumentou que a definição da Convenção deveria seguir a etimologia do termo e temia uma maior investigação internacional do Grande Expurgo. Outras nações temiam que a inclusão de grupos políticos e sociais na definição de genocídio pudesse provocar intervenções internacionais em suas políticas internas.

### Definição jurídica
O termo foi criado pelo jurista judeu polonês Raphael Lemkin, em 1943, juntando as palavras génos (do grego γένος = família, tribo ou raça) e -caedere (do latim = matar). Foi criado como um conceito específico para designar crimes que têm como objetivo a eliminação da existência física de grupos nacionais, étnicos, raciais e/ou religiosos. Em contraste, "direitos humanos", tais como definidos pela Declaração dos Direitos dos Cidadãos dos Estados Unidos ou pela Declaração Universal dos Direitos Humanos das Nações Unidas de 1948, dizem respeito a direitos individuais. Seus estudos iniciais se basearam no genocídio armênio (1915-1923) cometido pelo império otomano e, desde então, dedicou sua vida a conseguir que as normas internacionais definissem e proibissem o "genocídio" de maneira que se introduzisse para os grupos o conceito de que homicídio se refere a indivíduos e o reconhecimento do seu direito à vida. Mehmed Talat, um dos autores intelectuais do genocídio armênio, foi assassinado na cidade de Berlim, em 15 de março de 1921, como parte da Operação Nêmesis, criada por um grupo de armênios para vingar o genocídio do seu povo. O julgamento do assassino, Soghomon Tehlirian, influenciou decisivamente o pensamento de Raphael Lemkin. O então estudante ficou chocado com a comparação feita por um de seus professores, que comparou a matança de armênios com o ato de um granjeiro abater seus próprios frangos.
Refugiado nos Estados Unidos em 1939, fugindo da perseguição nazista, Lemkin esforçou-se para denunciar as atrocidades do nazismo ("o crime sem nome" segundo Winston Churchill), que culminou com a publicação em 1944, do livro Axis Rule in Occupied Europe ("O Poder do Eixo na Europa ocupada). Neste trabalho, o termo "genocídio" foi impresso pela primeira vez. Segundo o historiador francês Bernard Bruneteau, Lemkin viu no surgimento do crime de genocídio "o ponto de partida para um novo direito internacional".
Com o genocídio dos judeus (Holocausto) pelo regime nazista, Lemkin fez campanha pela criação de leis internacionais que definissem e punissem tal crime. Esta pretensão tornou-se realidade em 1951, com a Convenção para a prevenção e repressão do crime de genocídio.

No livro Axis Rule in Occupied Europe estão listadas todas as políticas nazistas que visavam a destruição dos povos judeu e polonês e das suas características nacionais, religiosas e étnicas. Para Lemkin, como salientado pelo professor Bruneteau: 
"o genocídio ia além da eliminação física em massa, o que, na sua opinião, era um caso extremo e excepcional; foi, sim, uma multiplicidade de ações destinadas a destruir as bases de sobrevivência de um grupo enquanto grupo. Foi a síntese dos vários atos de perseguição e de destruição". Então, Lemkin propôs uma resposta abrangente à noção de genocídio, que incluiu atos que mais tarde viriam a ser definidos como etnocídio. "De certa forma, a morte era o resultado, não o meio, o fim pretendido. Neste ato de genocídio perpetrado pelo Terceiro Reich, Lemkin viu, além disso, a síntese e cumprimento de todas as atrocidades do passado, tanto na Idade Antiga e na Idade Média procurou destruir fisicamente alguns grupos, tais como aqueles na Idade Moderna, tentando aniquilá-los culturalmente. A Europa nazista, continuadora destas práticas antigas, hierarquizava grupos visando sua aniquilação física imediata (judeus e ciganos) ou a sua extinção sociocultural (no caso dos povos eslavos). Nota-se, então, que Lemkin não queria nomear um novo fenômeno, mas sim, denominar uma prática secular da humanidade designando-a como um crime sob a lei internacional."
Após o fim da II Guerra Mundial, Lemkin dedicou todos os seus esforços ao reconhecimento internacional do crime de genocídio. Em abril de 1946, ele publicou um artigo no jornal americano Scholar que teve muito impacto mas o termo genocídio, ainda que usado pela acusação no julgamento de Nuremberg, os juízes não o aplicaram na sentença de condenação dos líderes nazistas, mas sim "crime contra a humanidade", estabelecido na Carta de Londres.
O acordo ou carta de Londres (8 de agosto de 1945) estabeleceu o estatuto do Tribunal de Nuremberg e definiu crime contra a humanidade como "assassinato, extermínio, escravidão, deportação e outros atos desumanos cometidos contra qualquer população civil, ou a perseguição por motivos religiosos, raciais ou políticos, quando tais atos ou perseguições feitos em conexão com qualquer crime contra a paz ou qualquer crime de guerra". Por outro lado, a Convenção sobre a Imprescritibilidade dos Crimes de Guerra e dos Crimes Contra a Humanidade (1968) define o genocídio como crime contra humanidade.
No entanto, no final de 1946, a Assembleia Geral da ONU, recém criada, aprovou a Resolução 96, em que o termo "genocídio" apareceu pela primeira vez num documento internacional. A resolução definiu-o como "uma negação do direito à vida de grupos humanos", independentemente que "estes grupos raciais, religiosos, políticos ou outros tenham sido destruídos no todo ou em parte"; e, portanto, como um crime nos termos da lei em qualquer lugar. Assim, a resolução não fez distinção entre "crime contra a humanidade", aplicado em Nuremberg, e genocídio, deixando o último de certa forma incluído no primeiro.
A separação entre os dois tipos de alegações veio dois anos depois, e diferenciação se manteve até hoje, quando em 16 de dezembro de 1948, a Assembleia Geral da ONU adotou a Convenção sobre Genocídio que seria ratificada por cada um dos Estados-Membros. Da aprovação da Convenção sobre Genocídio, surgiu o Tribunal Internacional de Justiça, "de acordo com a ideia lemkiana que o ataque a um grupo equivale a atacar toda a humanidade".
A pressão da União Soviética fez com que, a referência a grupos políticos e sociais, fosse excluída da definição de genocídio na Convenção de 1948, incluída na resolução de 1946, salvaguardando assim a política externa stalinista durante a guerra e pós-guerra. Em algumas áreas o termo "genocídio" começou a ser empregado para descrever a anexação dos Estados Bálticos pela União Soviética (ver: ocupações soviéticas e crimes de guerra soviéticos). Assim, o artigo II da Convenção considerou genocídio todo ato "cometido com a intenção de destruir, no todo ou em parte, um grupo nacional, étnico, racial ou religioso" (mas não "grupos políticos e sociais", como declarou em Resolução de 1946).
A definição de genocídio consagrada na Convenção de 1948 foi acolhida no artigo 4º do Estatuto do Tribunal Penal Internacional para a antiga Jugoslávia, de 1993, no artigo 2º do Estatuto do Tribunal Penal Internacional para o Ruanda de 1994, e no artigo 6º Estatuto de Roma de 1998, que criou o Tribunal Penal Internacional.

### Definição de genocídio no Brasil
No Brasil a Lei Nº 2 889, de 1 de outubro de 1956, define o crime de genocídio e determina suas penas. É considerado crime de genocídio:
O Código Penal brasileiro em seu Art. 7º sujeita à lei brasileira o crime de genocídio se cometido no estrangeiro, quando o agente for brasileiro ou domiciliado no Brasil. O agente é punido segundo a lei brasileira, ainda que absolvido (ou condenado) no estrangeiro.

### Outras definições e críticas contra a Convenção da ONU

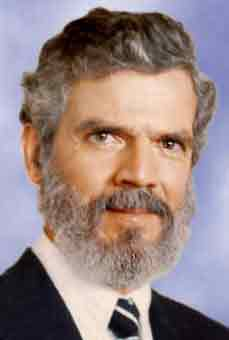
Rudolph Joseph Rummel, criador do conceito de democídio.

William Schabas sugeriu que um órgão permanente, tal como recomendado por relatório da whitaker report, (subcomissão de Promoção e Proteção dos Direitos Humanos) para monitorar a implementação da convenção sobre genocídio, que obrigue os Estados a emitirem relatórios sobre a sua conformidade com a convenção (tais como foram incorporados no protocolo Facultativo à Convenção contra a Tortura e outros Tratamentos ou Penas Cruéis, Desumanos, ou Degradantes), tornaria a convenção mais efetiva.
Escrevendo em 1998, Kurt Jonassohn e Karin Björnson afirmaram que a convenção contra o genocídio era um instrumento legal resultante de um acordo diplomático. Como tal, o texto do tratado não se destina a ser uma definição adequada como ferramenta de pesquisa, e, embora seja utilizado para este fim, já que tem uma credibilidade legal internacional que os outros não têm, outras definições também foram formuladas. Jonassohn e Björnson alegam que nenhuma dessas definições alternativas ganharam apoio generalizado por várias razões.
Jonassohn e Björnson postularam que, a razão principal pela qual nenhuma definição geral de genocídio é aceita, é porque os acadêmicos têm ajustado o seu foco para enfatizar diferentes períodos e usam o expediente de usar definições ligeiramente diferentes para ajudá-los a interpretar os acontecimentos de cada período histórico. Por exemplo Frank Chalk e Kurt Jonassohn estudaram toda a história humana, enquanto Leo Kuper e Rudolph Joseph Rummel em seus trabalhos mais recentes se concentraram no século XX, e Helen Fein, Barbara Harff e Ted Gurr tem olhado para eventos pós-guerra. Jonassohn e Björnson são críticos de alguns desses estudos, argumentando que eles são muito expansivos, e concluem que a disciplina acadêmica de estudos de genocídio é muito recente para ter um cânone de trabalho sobre a qual construir um paradigma acadêmico.
A exclusão de grupos políticos e sociais como alvos de genocídio na definição legal da Convenção tem sido criticada por alguns historiadores e sociólogos, por exemplo M. Hassan Kakar em seu livro The Soviet Invasion and the Afghan Response, 1979–1982 argumenta que a definição internacional de genocídio é muito restrita, e que deve incluir grupos políticos, sociais ou quaisquer grupos assim definidos por parte dos agressores e cita Chalk e Jonassohn: "Genocídio é uma forma de assassinato em massa onde o Estado ou outra autoridade tem a intenção de destruir um grupo, onde este grupo e seus membros são definidos pelo agressor". Embora existam várias definições do termo, Adam Jones afirma que a maioria dos estudiosos do genocídio consideram que "a intenção de destruir" é uma exigência para qualquer ato rotulado como genocídio, e que há um crescente consenso sobre a inclusão do critério de destruição física.

Barbara Harff e Ted Gurr definem genocídio como 
"a promoção e execução de políticas por parte de um Estado ou seus agentes que resultam na morte de uma parte substancial de um grupo... (quando) os grupos de vítimas são definidas (pelo(s) agressor(es)) principalmente em termos de sua características em comum, ou seja, etnia, religião ou nacionalidade." 
Harff e Gurr também diferenciam entre genocídios e politicídios pelas características pelas quais os membros de um grupo são identificados pelo Estado. Em genocídios, os grupos de vítimas são definidas principalmente em termos de suas características comuns, ou seja, etnia, religião ou nacionalidade. Em politicídios os grupos de vítimas são definidas principalmente em termos de sua posição hierárquica ou oposição política em relação ao regime e aos grupos dominantes. Daniel D. Polsby e Don B. Kates Jr. declaram que 
"...nós seguimos a definição de Barbara Harff entre genocídios e pogroms, que ela descreve como "explosões de curta duração por grupos, que, embora muitas vezes tolerados pelas autoridades, raramente persistem." No entanto, Harff argumenta, "Se a violência persistir por tempo suficiente, a distinção entre tolerância e cumplicidade entra em colapso."
O professor de ciências políticas da Universidade do Havaí, Rudolph Joseph Rummel, criou o termo democídio para definir "o assassinato de qualquer pessoa ou pessoas por um governo, incluindo genocídio, politicídio e assassinato em massa." Por décadas, Rummel pesquisa os assassinatos em massa cometidos ao longo da história do mundo e mantém estas informações, com estatísticas sempre atualizadas, disponíveis ao público. Segundo Rummel, genocídio tem 3 significados diferentes:
1. O significado comum é assassinato por parte do governo de pessoas devido à sua associação nacional, étnica, racial ou religiosa enquanto grupo.
2. O significado legal de genocídio se refere ao tratado internacional, a Convenção para a prevenção e a repressão do crime de genocídio. Isso também inclui ações para eliminar o grupo que não envolvem assassinato, tais como a impedir nascimentos ou a transferência forçada de crianças de um grupo para outro.
3. Um sentido generalizado de genocídio é semelhante ao sentido comum, mas também inclui assassinatos de grupos sociais e opositores políticos do governo ou outra forma de assassinato intencional. Para evitar confusão sobre qual o significado se pretende, Rummel criou o termo democídio para definir este terceiro significado.[32]

Destacando o potencial para agentes estatais e não-estatais para cometerem genocídio no século XXI, por exemplo, em estados falidos ou quando agentes não-estatais adquirem armas de destruição em massa, Adrian Gallagher definiu o genocídio como:
"Quando uma fonte de poder coletivo (normalmente um estado) utiliza intencionalmente a sua base de poder para implementar um processo de destruição, a fim de destruir um grupo (conforme definido pelo agressor), no todo ou em parte substancial, dependendo do tamanho relativo do grupo". (ver: patocracia e ponerologia). 
A definição defende a centralidade de intenções, a compreensão multidimensional de destruir, alarga a definição da identidade do grupo para além da definição de 1948 e, ainda argumenta que uma parte substancial de um grupo tem de ser destruída antes que isto possa ser classificado como genocídio (dependendo tamanho relativo do grupo).
A maior crítica da resposta da comunidade internacional para o genocídio em Ruanda, é que esta foi reativa e não proativa. A comunidade internacional tem desenvolvido mecanismos para perseguir os autores de genocídio, mas não desenvolveu a vontade e/ou os mecanismos para intervir num genocídio quando este ocorre. Os críticos apontam para o conflito de Darfur e alertam que, se alguém for considerado culpado de genocídio após o conflito, quer através de processos judiciais interpostos no Corte Penal Internacional ou no Tribunal Internacional de Justiça ad hoc, isto irá confirmar esta percepção.[carece de fontes?]

## Fases do genocídio, causas e prevenção
Em 1996, Gregory Stanton, presidente do Genocide Watch, apresentou ao Departamento de Estado dos Estados Unidos, um documento denominado "The 8 Stages of Genocide" ("Os 8 Estágios do Genocídio"), sugerindo que o genocídio ocorre em oito fases "previsíveis, mas não inevitáveis.". Num artigo de 2006, para o Social Science Research Council, Dirk Moses critica a abordagem Stanton.
O documento de Stanton foi apresentado ao Departamento de Estado, logo após o genocídio em Ruanda e grande parte de sua análise é baseada naquele acontecimento. As medidas preventivas sugeridas no documento, levando em consideração o público-alvo original, indicam que medidas os EUA poderiam adotar, direta ou indiretamente, usando sua influência sobre outros governos.
| Fase:             | Características: | Medidas preventivas: |
| ----------------- | --- | --- |
| 1. Classificação: | Os indivíduos são classificados como "nós e eles".                                                                  | "A principal medida preventiva neste estágio, é criar instituições que superem as divisões promovendo integração racial." |
| 2. Simbolização:  | "Quando combinados com ódio, símbolos podem causar separação entre os diversos grupos..."                           | "Para combater a simbolização, símbolos de ódio (e discursos de ódio) podem ser proibidos legalmente". |
| 3. Desumanização: | "Um grupo nega a humanidade do outro. O grupo alvo passa a ser comparado com animais, vermes, insetos, ou doenças." | "Líderes locais e internacionais devem condenar o discurso de ódio, fazendo deste, culturalmente inaceitável. Líderes que incitam o genocídio devem ser banidos do convívio internacional e seus recursos financeiros no exterior devem ser congelados." |
| 4. Organização:   | "O genocídio é organizado. Forças especiais ou milícias são armadas e treinadas."                                   | "A ONU deve impôr embargo de armas sobre governos e cidadãos de países envolvidos em genocídios e, criar comissões para investigar violações." |
| 5. Polarização:   | "Grupos de ódio transmitem propaganda polarizadora."                                                                | "Garantir proteção para líderes moderados ou assistência a grupos de direitos humanos. Golpes de estado por extremistas devem ser combatidos por sanções internacionais".                                                                                |
| 6. Preparação:    | "Vítimas são identificadas e separadas de acordo com etnia e religião."                                             | "Neste estágio, estado de emergência de genocídio deve ser declarado." |
| 7. Execução:      | "É "extermínio" para os assassinos pois acreditam que suas vítimas não são humanas".                                | "Nesta fase, apenas a intervenção armada severa e rápida pode parar o genocídio. Áreas seguras reais ou corredores de evacuação de refugiados deve ser estabelecidas com proteção internacional fortemente armada."                                      |
| 8. Negação:       | "Os autores negam ter cometido os crimes."                                                                          | A resposta para a negação é a punição em tribunais nacionais e internacionais." |

Em abril de 2012, foi noticiado que Gregory Stanton adicionaria oficialmente dois novos estágios: "discriminação" e "perseguição", elevando para 10 o número de fases em sua teoria do genocídio.
Outros autores concentram-se nas condições estruturais que conduzem ao genocídio e os processos psicológicos e sociais que geram condições para ele. Helen Fein mostrou que o antissemitismo preexistente e sistemas que mantiveram políticas antissemitas foram relacionados com o número de judeus mortos em diferentes países da Europa durante o Holocausto. Ervin Staub mostrou que a deterioração econômica e confusão política e desorganização foram pontos de partida de crescente discriminação e violência, em muitos casos de genocídios e assassinatos em massa. Eles apontam bodes expiatórios para grupo e ideologias que identificou estes grupos como inimigos. A história da desvalorização do grupo que se torna a vítima, a violência do passado contra o grupo que se torna o agressor levando a feridas psicológicas, culturas e sistemas políticos autoritários, e a passividade de testemunhas internas e externas (espectadores), tudo contribui para a probabilidade de que a violência resulte em genocídio. Intensos conflitos não solucionados, que tornam-se insuportáveis e violentos também podem levar ao genocídio. As condições que levam ao genocídio fornecem indicações para a prevenção precoce, tais como humanizar um grupo desvalorizado, criando ideologias que abrangem todos os grupos, e ativar as respostas espectadoras. Há dados substanciais para indicar como isso pode ser feito, mas a informação só é transformada em ação lentamente.

## Genocídios ao longo da história

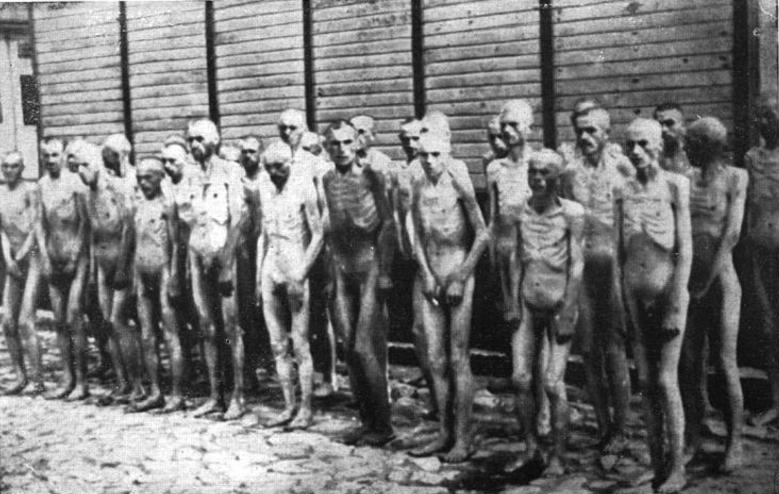
Prisioneiros de guerra soviéticos, nus, no campo de concentração de Mauthausen.
"...o assassinato de pelo menos 3,3 milhões de prisioneiros de guerra soviéticos, é um dos genocídios modernos menos conhecidos; ainda não há, em língua inglesa, um livro completo sobre este tema." - Adam Jones.

O preâmbulo da Convenção para a prevenção e a repressão do crime de genocídio afirma que:
"genocídio é um crime sob a lei internacional, contrária ao espírito e os objetivos das Nações Unidas e condenado pelo mundo civilizado", e que "em todos os períodos da história, o genocídio causou grande perdas à humanidade."
Em muitos casos em que as acusações de genocídio são feitas, "partisans" tem disputado ferozmente a interpretação e os detalhes do evento. Isso muitas vezes leva à promoção de muitas diferentes versões do evento em questão.
Tentativas de revisionismo/negacionismo de desafiar ou negar acusações de genocídio são ilegais em alguns países. Por exemplo, vários países europeus proíbem o negacionismo do Holocausto (ver: Críticas ao Negacionismo do Holocausto). Enquanto que, na Turquia, referir-se aos assassinatos em massa dos armênios, dos gregos e dos assírios como genocídios pode resultar em processo legal, nos termos do artigo 301, do código penal turco.
Em 12 de abril de 2015, durante missa na Basílica de São Pedro, que contou com a presença do patriarca da Igreja Ortodoxa Armênia, Karekin II, o Papa Francisco usou o termo "genocídio" para referir-se ao assassinato em massa de armênios pelo Império Otomano. O Papa descreveu aquele genocídio como a primeira de "três grandes tragédias sem precedentes" ocorridas no século XX. As duas seguintes, segundo ele, teriam sido os genocídios resultantes do nazismo e do comunismo e aqueles ocorridos em Ruanda, Burundi e Bósnia. O governo turco protestou e alegou que as mortes de armênios não foram resultado de um genocídio e que, na realidade, estes foram vítimas de uma "guerra civil.".
| “ | No século passado, nossa humanidade viveu três grandes tragédias sem precedentes. A primeira, considerada geralmente como o primeiro genocídio do século XX, afetou vosso povo armênio, primeira nação cristã, junto com os sírios católicos e ortodoxos, os assírios, os caldeus e os gregos. | ” |
|   | — Papa Francisco. |   |

William Rubinstein argumenta que as origens dos genocídios do século XX podem ser rastreadas desde o colapso da estrutura da elite e dos sistemas convencionais de governo em partes da Europa após a I Guerra Mundial:
| “ | A "Era do totalitarismo" incluiu quase todos os exemplos famosos de genocídios na história moderna, encabeçados pelo Holocausto judeu, mas também compreendendo os assassinatos em massa realizadas pela Alemanha nazista e seus aliados, e também o genocídio armênio de 1915. Todas estas matanças, argumenta-se aqui, tiveram uma origem comum, o colapso da estrutura da elite e dos sistemas normais de governo de grande parte da Europa central, oriental e do sul, como resultado da I Guerra Mundial, sem a qual certamente nem comunismo nem o fascismo teriam existido, exceto nas mentes dos agitadores desconhecidos e malucos. | ” |
|   | — William Rubinstein, Genocide: A History.. |   |

### Idade moderna
- Genocídio conhecido como o Massacre da Noite de São Bartolomeu - em 23 e 24 de agosto de 1572, em Paris – matança entre 5 mil a 30 mil integrantes do Partido Protestante (Huguenotes) por ordem do Carlos IX de França, com apoio dos membros da Casa Real francesa e dos nobres do Partido Católico, chefiados pelo Duque de Guise.
- Genocídio zúngaro, no qual o Imperador Qianlong ordenou que seu exército exterminasse os mongóis zúngaros devido à rebelião em 1755 contra o domínio Qing

### Idade contemporânea
- Genocídio indígena dos EUA, que perdurou pelo século XIX inteiro, e foi totalmente debelado com a concessão de cidadania aos Indígenas dos Estados Unidos em 1925.
- Massacre de 1804 no Haiti foi um genocídio realizado contra a população branca remanescente de franceses nativos e crioulos franceses no Haiti por soldados haitianos sob ordens de Jean-Jacques Dessalines.
- Grande fome de 1845–1849 na Irlanda, em que morreram perto de um milhão de irlandeses e mais um milhão teve de emigrar, enquanto o país, sob administração britânica, continuava a exportar grãos e alimentos.
- Genocídio Circassiano, massacre perpetrado pelo Império Russo em 1864 no fim da guerra contra a Circássia, o último país do Cáucaso a ser anexado. 1-1,5 milhão de mortos.
- Genocídio do Congo Belga, no final do Século XIX perpetrado pelo rei Leopoldo II da Bélgica, calculado entre 1 milhão e 15 milhões de mortos.
- Genocídio dos Hererós e Namaquas, considerado o primeiro genocídio do século XX.
- Genocídio Boer no qual os ingleses encerraram a população descendente de holandeses em campos de concentração na África do Sul em 1903.
- Genocídio Filipino no qual os militares dos EUA dizimam a população filipina logo após a Guerra Hispano-Americana até 1910.
- Genocídio Armênio no qual o Império Otomano matou mais de 1,5 milhões de armênios entre 1915 e 1923 (o crime continua sendo negado até hoje).
- Holocausto foi o genocídio ou assassinato em massa de cerca de seis milhões de judeus durante a Segunda Guerra Mundial.
- Genocídio sérvio feito pela Ustaše croata.
- Deportação dos chechenos (ver: Insurgência na Chechênia de 1940-1944).
- Expulsão dos alemães após a Segunda Guerra Mundial. De 1944 a 1950 diversos países europeus expulsaram os Volksdeutsche (alemães étnicos) de seus territórios como represália pela ocupação nazista. Isto resultou num número de mortes que, segundo estudos, varia de 500 mil a 3 milhões de pessoas[47] (ver: Fuga e expulsão dos alemães durante e após a Segunda Guerra Mundial).
- Genocídio cambojano promovido no Camboja pelo regime do Khmer Vermelho, liderado por Pol Pot, entre 1975 e 1979. Estima-se que, em quatro anos, foram executados cerca de 1,7 a 2 milhões de pessoas.
- Genocídio de curdos promovido por Saddam Hussein no Iraque (ver: Massacre de Halabja, Operação Anfal).
- Genocídio na Bósnia (ver: Massacre de Srebrenica).
- Genocídio de Ruanda massacre perpetrado por extremistas hutus contra tutsis e hutus moderados.
- Genocídio de Gaza contra o povo palestino na Faixa de Gaza, perpetrado por Israel.

## Imagens
|                                     |                                                 | |                                                           | |
| Massacre da Noite de São Bartolomeu | Hererós acorrentados durante a revolta de 1904. | Mulher armênia, durante o genocídio de sua etnia, exposta para venda como escrava (ver: Escravidão branca). | Exumação dos corpos de vítimas do Massacre de Srebrenica. | A batalha de Oroi-Jalatu, 1756. O general chinês Zhao Hui atacou o exército zúngaro durante á noite, parte do genocídio zúngaro. |

## Julgamentos de casos de genocídios

### Tribunais nacionais

#### Guatemala
Em 10 de maio de 2013, os tribunais guatemaltecos condenaram a 80 anos de prisão o ex-chefe de Estado José Efraín Ríos Montt para o crime de genocídio, depois que ele foi considerado culpado do delito e de cometem crimes contra a humanidade contra a população da etnia ixil na Guatemala entre outros grupos.
Durante o governo de Ríos Montt (1982-1983), transcorreu um dos momentos mais violentos do conflito armado interno na Guatemala (1960-1996), a política de contra-insurgência implementada pelo Estado, assistiu ao ataque sistemático contra civis indígenas, pelo fato de estes poderiam ser uma fonte de apoio aos movimentos de guerrilha na região. Em 28 de Janeiro de 2013, o desembargador Miguel Angel Galvez iniciou o processo contra José Efraín Ríos Montt e José Mauricio Rodríguez Sánchez, por acusações de genocídio e crimes contra a humanidade. Em 19 de março de 2013, um juiz abriu formalmente um processo contra o ex-ditador octogenário, acusando-o de genocídio contra os índios durante seu regime (1982-1983), o crime pelo qual pode ser condenado a meio século de prisão.
Um tribunal de instância menor, condenou-o a um total de 80 anos de prisão comutáveis, 50 anos para o crime de genocídio e 30 anos para os crimes contra os direitos humanos.
Destaca-se a importância da sentença por tornar Rios Montt o primeiro líder latino-americano a ser condenado por esse crime e, por ser o primeiro caso em que tal condenação deu-se num tribunal do próprio país em que o crime de genocídio foi cometido.
É necessário salientar a polêmica, porque de acordo com as opiniões de vários juristas, durante o processo foi violada de diferentes maneiras a presunção de inocência do acusado, e teria ocorrido outras irregularidades. Além disso, entre os diversos intelectuais da sociedade civil, que expressam sua rejeição aos crimes cometidos por militares e guerrilheiros, questiona-se se realmente foi praticado um genocídio ou crimes de guerra.
Em 20 de maio de 2013, o Tribunal de Justiça Constitucional da República da Guatemala, com o voto favorável de três dos cinco juízes, anulou a decisão depois de analisar uma objeção levantada pela defesa, alegando que o ex-ditador foi deixado sem defesa porque em 19 de abril seu advogado foi brevemente expulso da corte depois de acusar o tribunal de parcialidade. Permanece, portanto, nula a sentença de 80 anos de prisão para ex-ditador Efrain Rios Montt por genocídio e crimes contra a humanidade, a morte de cerca de 2 000 índios Ixil entre 1982 e 1983. Durante a ditadura morreram ou desapareceram 250 mil pessoas, a maioria indígenas e civis e, milhares de mulheres foram vítimas de violência sexual. De acordo com o estabelecido a própria ONU, 93% desses crimes foram perpetrados por militares e paramilitares. O general enfrentará um novo julgamento.

#### Brasil
No Brasil, 22 garimpeiros foram condenados por crime de genocídio contra o povo Yanomami de Roraima, no episódio conhecido como Massacre de Haximu onde uma aldeia na fronteira com a Venezuela, localizada no interior da Terra Indígena Yanomami, foi atacada por um grupo de garimpeiros de ouro brasileiros resultando em 12 mortes de indígenas alvejados por tiros de espingarda e golpes de facão. Quatro dos acusados foram localizados, presos e condenados por genocídio, contrabando e garimpo ilegal. Após recursos que tentaram caracterizar as mortes como homicídio, o crime de genocídio foi confirmado pelo Supremo Tribunal Federal em decisão de 9 de agosto de 2006.

### Tribunais internacionais

#### Tribunaisad hoc

##### Nuremberg

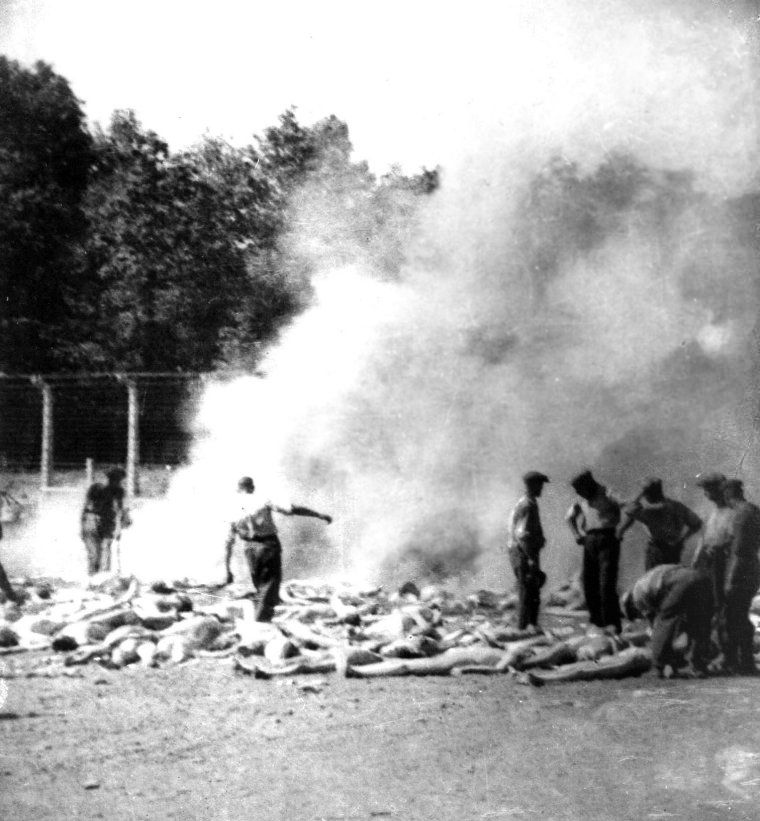
Uma das fotografias do Sonderkommando, registrando o momento da cremação de corpos em Auschwitz (ver: Sonderaktion 1005). Feita secretamente por Alberto Errera em Agosto de 1944, é uma das poucas fotos restantes tiradas do processo de extermínio durante o Holocausto.

Por causa da aceitação universal das leis internacionais, definindo e proibindo o genocídio alcançado em 1948, com a promulgação da Convenção para a prevenção e a repressão do crime de genocídio, os criminosos que foram perseguidos após a guerra nos tribunais internacionais, por participação no Holocausto foram considerados culpados de crimes contra a humanidade e outros crimes mais específicos como o homicídio. No entanto, o Holocausto é universalmente reconhecido como tendo sido um genocídio e o termo, criado no ano anterior por Raphael Lemkin, apareceu na acusação dos 24 líderes nazistas, que afirmou que todos os réus "conduziram deliberado e sistemático genocídio, ou seja, o extermínio de grupos raciais e nacionais...".

##### Camboja
O Khmer Vermelho, liderado por Pol Pot, Ta Mok e outros, organizou o assassinato em massa de grupos ideologicamente suspeitos. O número total de vítimas é estimado em cerca de 1,7 milhões de cambojanos entre 1975-1979, incluindo as mortes por trabalho escravo.
Em 6 de junho de 2003, o governo cambojano e as Nações Unidas chegaram a um acordo para a criação das ECCC (Extraordinary Chambers in the Courts of Cambodia ou Tribunal do Khmer Vermelho), que iria concentrar-se exclusivamente em crimes cometidos pelas mais altas autoridades durante o período do regime do Khmer Vermelho (1975-1979). Os juízes foram empossados no início de Julho de 2006.
As acusações de genocídio relacionadas com assassinatos de minorias vietnamitas e Cham no Camboja, que é estimado para tornar-se dezenas de milhares de assassinatos e possivelmente mais.
Os juízes que investigam foram apresentados com os nomes de cinco possíveis suspeitos pelo Ministério Público em 18 de julho de 2007.
- Kang Kek Iew: foi formalmente acusado de crimes de guerra e crimes contra a humanidade e detido pelo Tribunal em 31 de julho de 2007. Ele foi indiciado sob a acusação de crimes de guerra e crimes contra a humanidade em 12 de agosto de 2008.[67] Seu recurso contra sua condenação por crimes de guerra e crimes contra a humanidade foi indeferido em 3 de fevereiro de 2012, e ele está cumprindo uma sentença de prisão perpétua.[68]
- Nuon Chea: ideólogo do grupo e ex-primeiro-ministro, foi indiciado por acusações de genocídio, crimes de guerra, crimes contra a humanidade e de vários outros crimes contra a lei cambojana em 15 de setembro de 2010. Ele foi transferido para a custódia do ECCC em 19 de setembro de 2007. O seu julgamento, que é em curso, iniciado em 27 de junho de 2011.[69][70]
- Khieu Samphan: ex-chefe de Estado, que foi indiciado por acusações de genocídio, crimes de guerra, crimes contra a humanidade e de vários outros crimes sob a lei cambojana em 15 de setembro de 2010. Foi transferido para a custódia do ECCC em 19 de setembro de 2007. O seu julgamento, que está em curso, iniciado em 27 de junho de 2011.[69][70]
- Ieng Sary: um ex-chefe de Estado, que foi indiciado por acusações de genocídio, crimes de guerra, crimes contra a humanidade e de vários outros crimes contra a lei cambojana em 15 de setembro de 2010. Ele foi transferido para a custódia do ECCC em 19 de setembro de 2007. O seu julgamento, que está em curso, iniciado em 27 de junho de 2011.[69][70]
- Ieng Thirith: um ex-ministro dos Assuntos Sociais e esposa de Ieng Sary, que foi indiciado por acusações de genocídio, crimes de guerra, crimes contra a humanidade e de vários outros crimes contra a lei cambojana em 15 de setembro de 2010. Ele foi transferido para a custódia do ECCC em 12 de novembro de 2007. As ações contra ela foram suspensas devido a uma avaliação de saúde pendente.[70][71]

Houve discordância entre alguns dos juristas internacionais e pelo governo cambojano sobre se todas as outras pessoas devem ser julgados pelo Tribunal.
|                                                                                       |                                              |                                                                          |
| O museu Tuol Sleng contém milhares de fotos que o Khmer Vermelho fez de suas vítimas. | Crânios em exposição no memorial Choeung Ek. | Nuon Chea, perante o tribunal do Khmer Vermelho (5 de Dezembro de 2011). |

##### Iugoslávia

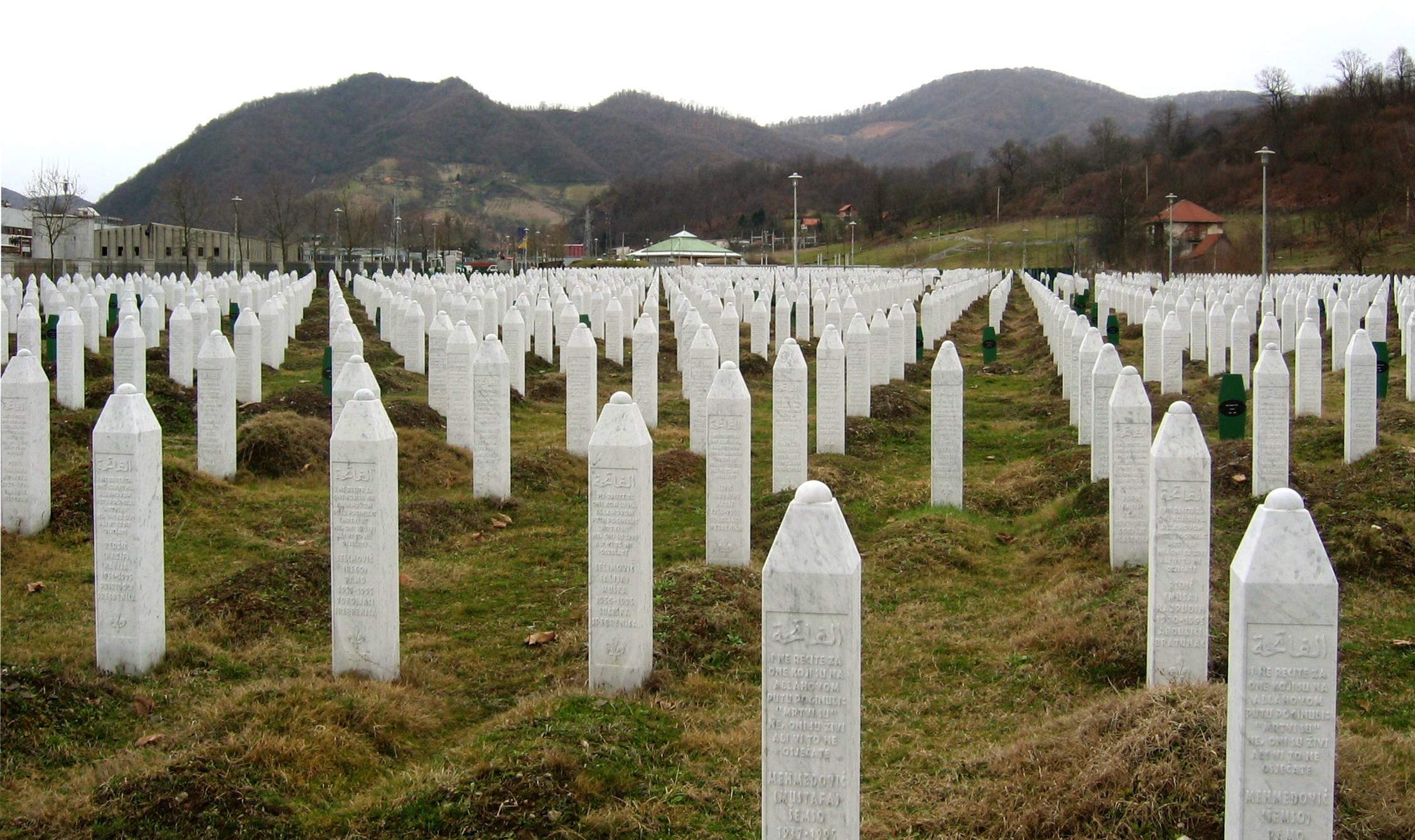
Cemitério do memorial do genocídio de Srebrenica.

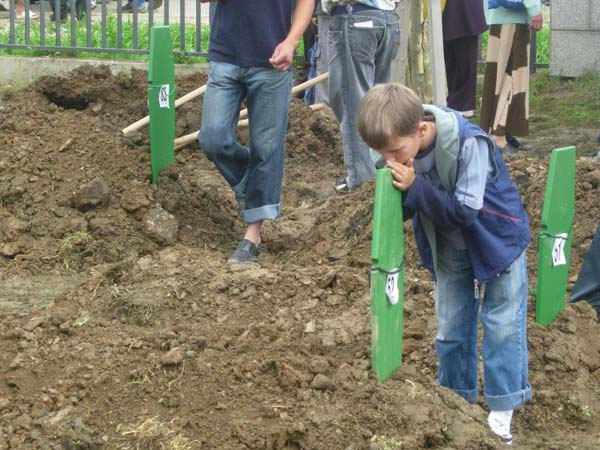
Menino diante das sepulturas, em 2006, durante o funeral das vítimas do genocídio.

Genocídio na Bósnia é o termo usado para se referir tanto ao genocídio cometido por forças sérvias em Srebrenica, em 1995, ou a limpeza étnica que teve lugar durante a Guerra da Bósnia 1992-1995.
Em 2001, o Tribunal Penal Internacional para a ex-Iugoslávia (ICTY) julgou que o massacre de Srebrenica 1995 foi um ato de genocídio.
Em 26 de fevereiro de 2007, o Tribunal Internacional de Justiça (CIJ), no caso do genocídio bósnio acolheu a decisão do ICTY de que o massacres de Srebrenica e Žepa constituíram genocídio, e foi descoberto que o governo sérvio havia participado de um genocídio mais amplo sobre o território da Bósnia e Herzegovina durante a guerra, como o governo bósnio tinha reivindicado.

Em 12 de julho de 2007, Tribunal Europeu dos Direitos Humanos, quando negou provimento ao recurso por Nikola Jorgić contra a sua condenação por genocídio por um tribunal alemão (Jorgic v. Alemanha) observou que a interpretação dos tribunais alemães mais ampla de genocídio desde então tem sido rejeitada por tribunais internacionais, considerando semelhantes casos. Aquele tribunal também observou que, no século XXI: 
"entre os estudiosos, a maioria é da opinião que a limpeza étnica, na forma em que foi levada a cabo pelas forças sérvias da Bósnia e Herzegovina, a fim de expulsar os muçulmanos e croatas de suas casas, não constitui genocídio. No entanto, há também um número considerável de estudiosos que têm sugerido que esses atos constituem um genocídio, e o ICTY encontrou no caso Momcilo Krajisnik que o reu actus, de genocídio foi recebido em Prijedor "Com que se refere à acusação de genocídio, a Câmara constatou que, apesar da evidência de atos perpetrados nos municípios que constituíam o actus reus de genocídio."
Cerca de 30 pessoas foram indiciadas por participação e/ou cumplicidade em genocídio ou cumplicidade durante o início dos anos 1990 na Bósnia. Até o momento, depois de várias delações premiadas, algumas condenações foram conseguidas com sucesso nas apelações de dois homens, Vujadin Popović e Ljubiša Beara, foram considerados culpados de cometer genocídio. Zdravko Tolimir foi considerado culpado de cometer genocídio e conspiração para cometer genocídio, e dois outros, Radislav Krstić e Drago Nikolić, foram considerados culpados de cumplicidade genocídio. Três outros foram considerados culpados de participar de genocídios na Bósnia por tribunais alemães, um dos quais Nikola Jorgic que perdeu um recurso contra a sua condenação no Tribunal Europeu dos Direitos Humanos. Outros oito homens, ex-membros das forças de segurança sérvias e bósnias foram considerados culpados de genocídio pelo Tribunal da Bósnia e Herzegovina.
Slobodan Milošević, como o ex-presidente da Sérvia e da Iugoslávia, era a figura política de maior importância a ser julgado no Tribunal. Ele morreu em 11 de março de 2006, durante seu julgamento em que foi acusado de genocídio ou cumplicidade em genocídio nos territórios da Bósnia e Herzegovina, por isso, nenhum veredicto foi emitido. Em 1995, o ICTY emitiu um mandado de prisão contra os sérvios da Bósnia Radovan Karadžić e Ratko Mladić por diversas acusações, incluindo genocídio. Em 21 de julho de 2008, Karadzic foi preso em Belgrado, e ele está atualmente em Haia, em julgamento por genocídio, entre outros crimes. Ratko Mladić foi preso em 26 de maio de 2011 pela polícia especial sérvia em Lazarevo, Sérvia.

##### Ruanda
O Tribunal Penal Internacional para Ruanda (ICTR) é um tribunal sob os auspícios da Organização das Nações Unidas para a repressão de crimes praticados em Ruanda durante o genocídio que ocorreu lá durante abril de 1994, com início em 6 daquele mês. O ICTR foi criado em 8 de novembro de 1994 pelo Conselho de Segurança das Nações Unidas, a fim de julgar as pessoas responsáveis pelos atos de genocídio e outras violações graves do direito internacional realizada no território do Ruanda, ou por cidadãos ruandeses em estados vizinhos, entre 1 de janeiro e 31 de dezembro de 1994.
Até agora, o ICTR finalizou dezenove julgamentos condenado vinte e sete acusados. Em 14 de dezembro de 2009 mais dois acusados foram condenados por seus crimes. Outros vinte e cinco ainda estão em julgamento. Vinte e um aguardam julgamento em prisão, mais dois adicionados em 14 de dezembro de 2009. Dez ainda estão foragidos. O primeiro julgamento, de Jean-Paul Akayesu, começou em 1997. Em outubro de 1998, Akayesu foi condenado à prisão perpétua. Jean Kambanda, primeiro-ministro interino, declarou-se culpado.
|                                             | |
| Vítimas mumificadas do genocídio em Ruanda. | Um memorial ás vítimas do genocídio de Ruanda em Nyamata, feito com crânios de pessoas assassinadas. |

#### Corte Penal Internacional
Desde 2002, a Corte Penal Internacional (ICC) pode exercer a sua jurisdição, se os tribunais nacionais não queiram ou não possam investigar e processar atos de genocídio, sendo, portanto, um "tribunal de última instância", deixando a responsabilidade primária de exercer jurisdição sobre supostos criminosos aos Estados. Devido às preocupações estadounidenses quanto ao ICC, os Estados Unidos preferem continuar a utilizar tribunais internacionais especialmente convocados para tais investigações e possíveis processos judiciais.

##### Sudão

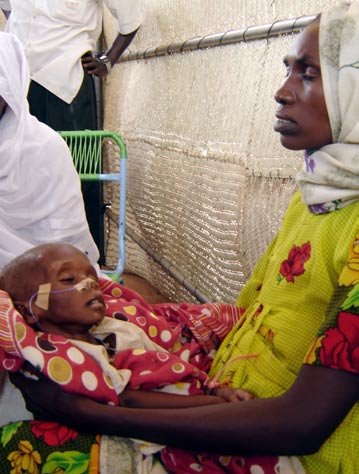
Mãe e seu bebê doente num campo de refugiados em Darfur do Norte.

Tem havido muito debate sobre a qualificação da situação em Darfur como genocídio. O conflito no Darfur, Sudão, que começou em 2003, foi declarado um "genocídio" pelo secretário de Estado dos Estados Unidos Colin Powell em 9 de setembro de 2004, em depoimento na Comissão de Relações Exteriores do Senado. Desde aquela época, porém, nenhum outro membro permanente do Conselho de Segurança das Nações Unidas seguiu o exemplo. De fato, em janeiro de 2005, uma Comissão Internacional de Inquérito sobre o Darfur, autorizada pela Resolução do Conselho de Segurança da ONU 1564, de 2004, emitiu um relatório ao Secretário-Geral afirmando que "o Governo do Sudão não tem perseguido uma política de genocídio". No entanto, a Comissão advertiu que:
"A conclusão que nenhuma política genocida foi perseguida e executada em Darfur pelas autoridades governamentais, diretamente ou através das milícias sob seu controle, não devem ser tomadas de forma alguma como atenuantes da gravidade dos crimes perpetrados naquela região. Delitos internacionais, como crimes contra a humanidade e crimes de guerra cometidos em Darfur não podem ser considerados menos graves e hediondos que um genocídio."
Em março de 2005, o Conselho de Segurança a refere-se formalmente a situação em Darfur para o Procurador da Corte Penal Internacional (ICC), tendo em conta o relatório da Comissão, mas sem mencionar quaisquer crimes específicos. Dois membros permanentes do Conselho de Segurança, Estados Unidos e China, abstiveram-se na votação da resolução. A partir de seu quarto relatório ao Conselho de Segurança, o Procurador tem encontrado "motivos razoáveis para crer que os indivíduos identificados (na resolução do Conselho de Segurança da ONU 1593) cometeram crimes contra a humanidade e crimes de guerra", mas não encontrou provas suficientes para processar por genocídio.
Em abril de 2007, os juízes da ICC emitiram mandados de prisão contra o ex-ministro de Estado do Interior, Ahmed Haroun, e o líder da milícia Janjawid, Ali Kushayb, por crimes contra a humanidade e crimes de guerra.
Em 14 de julho de 2008, os procuradores da ICC, apresentaram dez acusações de crimes de guerra contra o presidente do Sudão, Omar al-Bashir: três acusações de genocídio, cinco de crimes contra a humanidade e dois de assassinato. Procuradores do TPI afirmou que al-Bashir "planejou e implementou um plano para destruir "em parte substancial" três grupos tribais em Darfur por causa de sua etnia.
Em 4 de março de 2009, a ICC emitiu um mandado de prisão para Omar al-Bashir, presidente do Sudão após sua Câmara de instrução primária concluir que a sua posição como chefe de Estado não lhe concede imunidade contra a acusação perante a ICC. O mandado foi por crimes de guerra e crimes contra a humanidade. Ele não incluiu o crime de genocídio, porque a maioria da Câmara não considerou que o Ministério Público tinha fornecido provas suficientes para incluir essa acusação.